# Kanotsällskapet Ägir
Kanotsällskapet Ägir är en förening i Uppsala kommun med ungdomsverksamhet och motions- och seniorgrupper med träning året runt.

## Historik
Tisdagen den 19 mars 1929 startades kanotsällskapet Ägir efter en utbrytning från IK Sirius. Föreningen övertog kanothuset vid Tullgarn i Uppsala, och flyttade därefter i omgångar i Graneberg Villa Fristaden 1973. Medlemsantalet har stigit från de ursprungliga cirka 20 till cirka 330.